# Le Kremlin-Bicêtre
Le Kremlin-Bicêtre és un municipi francès, situat al departament de la Val-de-Marne i a la regió de l'Illa de França. L'any 2004 tenia 23.724 habitants.
Forma part del cantó de Le Kremlin-Bicêtre i del districte de L'Haÿ-les-Roses. I des del 2016, de la divisió Grand-Orly Seine Bièvre de la Metròpoli del Gran París.

## Educació
- Coding Academy
- École pour l'informatique et les nouvelles technologies
- École pour l'informatique et les techniques avancées
- IONIS school of technology and management